# 上下套湖
上下套湖是一个位于中国江西省都昌县的湖泊，面积约为10平方千米，平均水深约为1.5—3米。